# 基輔卡河
基輔卡河（羅馬化：Reka Kiyevka），又称松树河（羅馬化：Reka Sudzukhe），是俄羅斯的河流，位於濱海邊疆區東南部拉佐区，河道全長105公里，流域面積3,120平方公里，發源自錫霍特山脈西南麓，最終注入日本海。水流急，多瀑布，以别涅夫瀑布最为著名。

## 图集

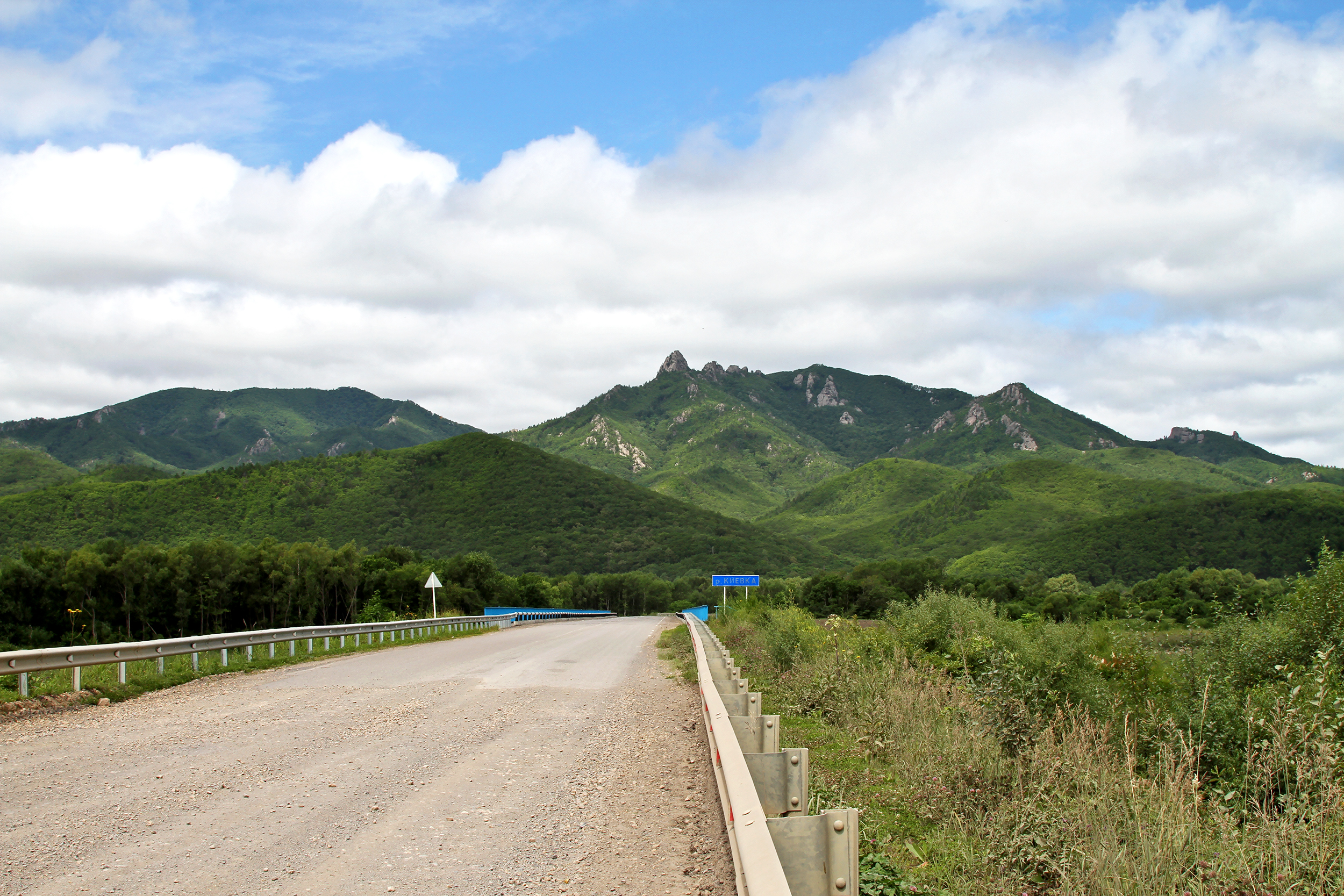
汽车桥
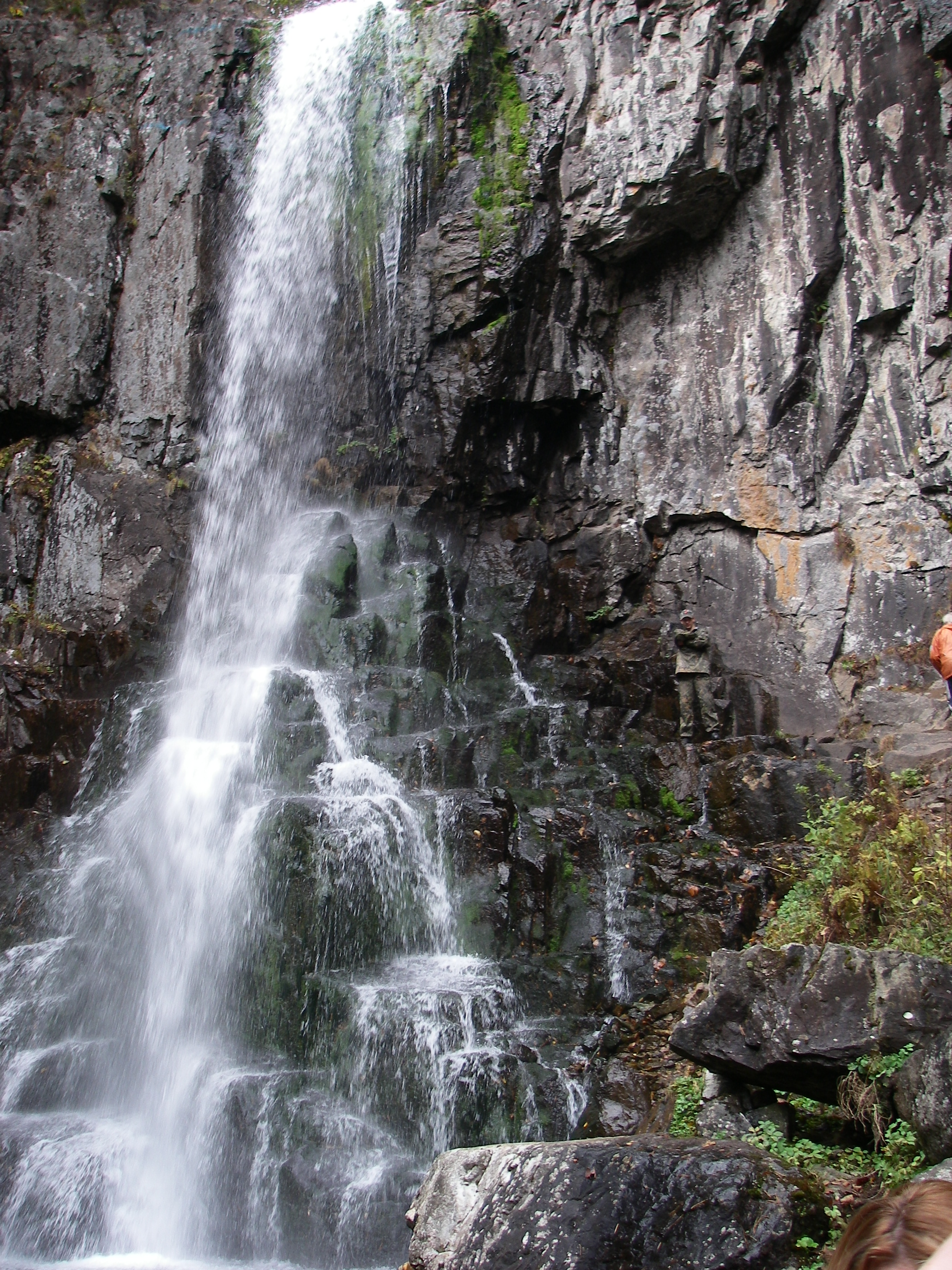
别涅夫瀑布一景
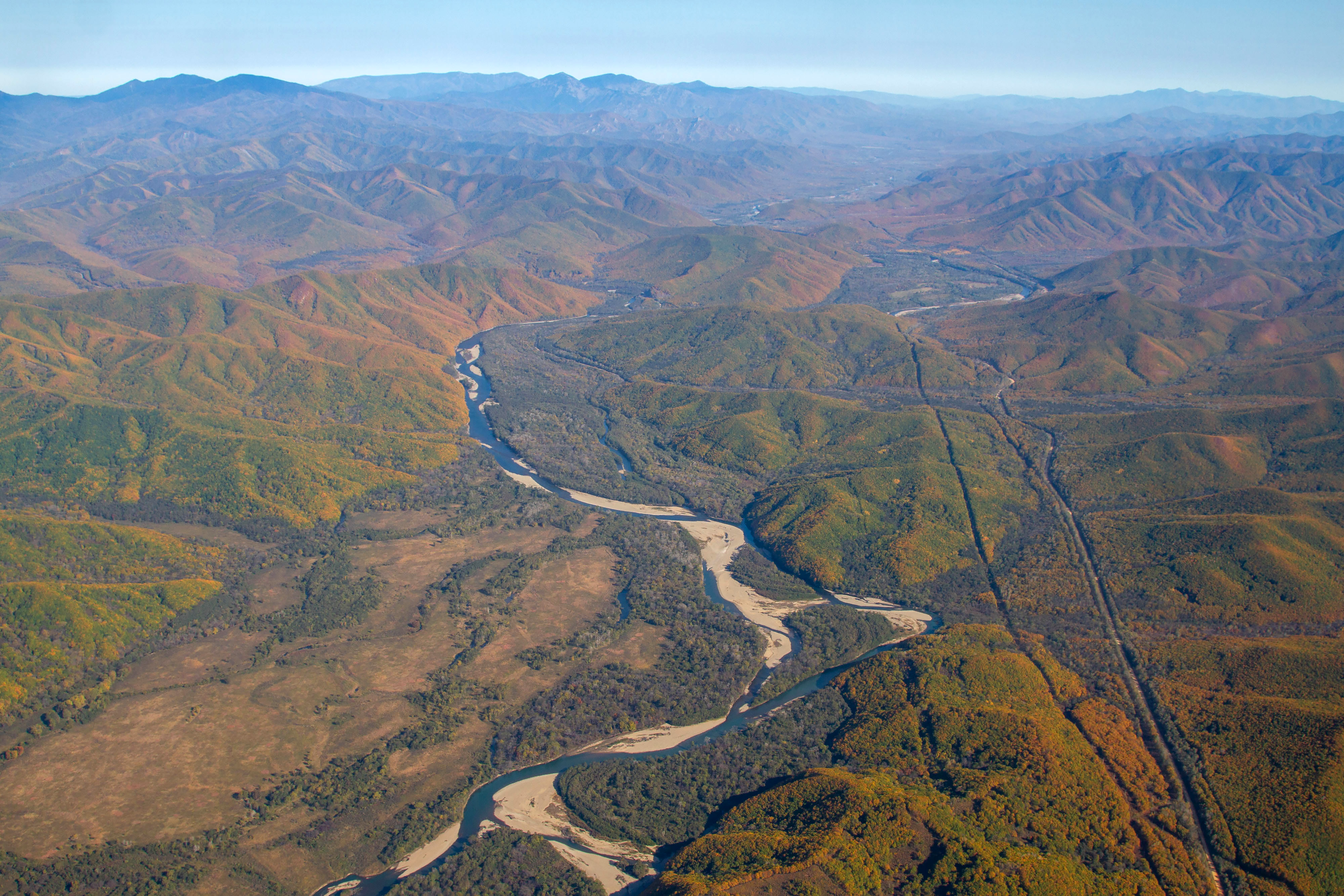
秋天的河谷